# Lijsten van computerspellen
Hieronder staan alle lijsten van computerspellen, gerangschikt op verschillende criteria.

## Op genre
- Lijst van first-person shooters
- Lijst van horrorspellen
- Lijst van massively multiplayer online role-playing games
- Lijst van realtimestrategy-computerspellen
- Lijst van RPG-computerspellen

## Op platform
Amiga
- Lijst van Amiga-spellen

Amstrad
- Lijst van Amstrad CPC-spellen

Atari
- Lijst van Atari 2600-spellen
- Lijst van Atari 5200-spellen
- Lijst van Atari 7800-spellen
- Lijst van Atari 8 bit-spellen
- Lijst van Atari Jaguar-spellen

Bandai
- Lijst van Wonderswan-spellen

BlackBerry
- Lijst van BlackBerry-spellen

Commodore
- Lijst van Commodore VIC-20-spellen
- Lijst van Commodore 128-spellen

Linux
- Lijst van Linux-spellen

Microsoft
- Lijst van Xbox-spellen
  - Lijst van Xbox-spellen die speelbaar zijn op Xbox 360
- Lijst van Xbox 360-spellen
  - Lijst van Games with Gold-spellen
- Lijst van Xbox One-spellen

MSX
- Lijst van MSX-spellen

Nintendo-consoles
- Lijst van NES-spellen
- Lijst van SNES-spellen
- Lijst van Virtual Boy-spellen
- Lijst van Nintendo 64-spellen
- Lijst van Nintendo GameCube-spellen
- Lijst van Wii-spellen
  - Lijst van Virtual Console-spellen voor de Wii (PAL regio)
- Lijst van Wii U-spellen
- Lijst van Nintendo Switch-spellen

Nintendo-handhelds
- Lijst van Game Boy Advance-spellen
- Lijst van Nintendo DS-spellen
- Lijst van Nintendo 3DS-spellen

Panasonic
- Lijst van 3DO-spellen

Philips
- Lijst van Cdi-spellen

Sega
- Lijst van Sega Master System-spellen
- Lijst van Sega Mega Drive-spellen
  - Lijst van Sega Mega-CD-spellen
- Lijst van Saturnspellen
- Lijst van Dreamcast-spellen

Sony
- Lijst van PlayStation-spellen
- Lijst van PlayStation 2-spellen
  - Lijst van EyeToy-spellen
- Lijst van PlayStation Portable-spellen
- Lijst van PlayStation 3-spellen
  - Lijst van PlayStation Eye-spellen
- Lijst van PlayStation Vita-spellen
- Lijst van PlayStation 4-spellen

## Op serie
Sim
- Lijst van Sim-spellen
  - Lijst van De Sims-spellen

Sonic
- Lijst van Sonic-spellen
  - Lijst van personages uit Sonic the Hedgehog (spellen)

Mario
- Lijst van Mariospellen op genre
- Lijst van Mariospellen op jaar
- Lijst van Mariospellen op serie
- Lijst van Mariospellen op systeem
- Lijst van personages uit Mariospellen
- Lijst van Wariospellen
- Lijst van Yoshispellen

Overige
- Lijst van Donkey Kong-spellen
- Lijst van Might and Magic-spellen
- Lijst van Star Warsboeken en -spellen
- Lijst van personages uit Ratchet & Clank
- Lijst van personages uit Rayman

## Op uitgever
- Lijst van computerspellen van Konami
- Lijst van LEGO-computerspellen
- Lijst van computerspellen van Nitrome Limited
- Lijst van computerspellen van Sierra Entertainment
- Lijst van Sonic Team-spellen
- Lijst van Square Enix-spellen

## Overige
- Lijst van computerspellen ontwikkeld in Nederland
- Lijst van bestverkopende computerspellen
- Lijst van GameMaker Studio-spellen
- Lijst van computerspellen gebaseerd op Godzilla
- Lijst van media-spin-offs
- Lijst van computerspellen van The Simpsons